# تشارلز بارنز (سياسي)
تشارلز بارنز (بالإنجليزية: Charles Barnes)‏ هو مهندس وسياسي أسترالي، ولد في 13 نوفمبر 1901 في أستراليا، وتوفي في 24 أكتوبر 1998 في أستراليا. حزبياً، نشط في الحزب الوطني الأسترالي. وقد انتخب عضو مجلس النواب الأسترالي عن دائرة Division of McPherson ‏ (22 نوفمبر 1958 – 2 نوفمبر 1972).